# ミハイ・ギンプ
ミハイ・ギンプ（ルーマニア語:Mihai Ghimpu、1951年11月9日 - ）はモルドバの政治家。2009年8月28日から2010年12月30日まで同国議会の議長を務めた。ウラジーミル・ヴォローニンが2009年9月11日に大統領を辞職したことに伴い、大統領代行に就任した。

## 出自と教育
ミハイ・ギンプは1951年11月19日にモルダビア・ソビエト社会主義共和国・キシナウの村・コロニツァ（Coloniţa）に生まれた。モルドバ国立大学にて法学を学び、共和国の司法機関に勤める。1978年から1990年まで、法律家として働き、複数の会社で法務部門の長を務め、またキシナウのルシュカニ区（Sectorul Rîşcani）で裁判官を務める。
1980年代末には民主化運動に参加し、モルドバ人民戦線（Popular Front of Moldova）の創立メンバーの一人として運動の執行委員を務め、モルドバの政治運動の指導者の一人となっていった。1990年の総選挙では、モルドバ人民戦線の議員として選出され、1994年の総選挙では有識者ブロックの議員となった。在任中、1991年のモルドバ独立宣言（Declaration of Independence of Moldova）に賛成を投じている。
1997年、ギンプは改革党（Liberal Party）の党首に就任した。1998年の総選挙では党は0.54%の得票率しか挙げられず、4%とされていた阻止条項に達しなかった。2005年4月、党名を自由党へと変えた。2007年、キシナウ市議会の議員となった。2週間後、自由党の副党首ドリン・キルトアカ（Dorin Chirtoacă）は、モルドバ共産党のヴェアチェスラヴ・ヨルダン（Veaceslav Iordan）に勝利し、キシナウ市長となった。

## 年表
- 1988年 - 1993年: モルドバ人民戦線の創設、同執行委員会の委員
- 1990年 - 1998年: モルドバ議会議員。司法委員会の副委員長
- 1993年 - 1998年: 有識者会議の事務局長、副委員長
- 1998年 - : 自由党党首
- 2007年 - 2009年: キシナウ市議
- 2007年 - 2008年: キシナウ市議会議長
- 2009年8月28日: モルドバ議会議長（～2010年12月30日）
- 2009年9月11日: 大統領代行[4]（～2010年12月28日）

## 欧州統合同盟
2009年7月の総選挙ではモルドバ共産党が44.76%の得票率を得た。このほかにモルドバ議会には4つの政党、モルドバ自由民主党（Liberal Democratic Party of Moldova、16.55%）、自由党（Liberal Party、14.61%）、モルドバ民主党（Democratic Party of Moldova、12.55%）、我がモルドバ同盟党（Party Alliance Our Moldova、7.35%）が議席を得た。この結果、共産党は101議席中の48議席を獲得し、自由民主党は18議席、自由党は15議席、民主党は13議席、我がモルドバ同盟党は7議席となった。
自由党党首であるギンプは、自由民主党党首のヴラド・フィラト、民主党のマリアン・ルプ、我がモルドバ同盟党のセラフィム・ウレケアン（Serafim Urechean）とともに1週間以上かけて話し合いを持ち、8月には「欧州統合同盟」の名前で連立を結成した。

## モルドバ議会議長
2009年8月28日、ギンプはモルドバ議会議長に選出された。投票は秘密投票であったが、欧州統合同盟の持つ53議席全てを獲得している。
ギンプは「私を信頼してくれた仲間に感謝する。任期中は、報道の自由、司法の独立、そしてわが国を全てのモルドバ国民が誇れる法治国家とすることに努めたい」と述べた。

## モルドバ大統領
2009年9月11日、モルドバの大統領代行に就任した。ウラジーミル・ヴォローニンが11日の朝、公共放送モルドバ1（Moldova 1）を通じて辞任を表明したため、大統領代行となった。
辞表は議会事務局に送られ、議会では52人の賛成によって大統領不在が宣言された。このため、モルドバ憲法の91条（「職責は臨時に議会議長あるいは首相に、この順序でゆだねられる」とされる）の規定に従い、次の大統領が選出されるまでの間、ギンプはモルドバの大統領代行に就任した。

## 民族自認問題について
ギンプは、ルーマニアとモルドヴァの民族的同一性を明確に支持する立場をとっている。
| 「 | 我々の言語はルーマニア語で、我々はルーマニア人であると知りながら、指導者の地位を退くまではそのことに口をつぐんでしまうわが国の指導者たちから、一体何を得られただろうか。私は市民を欺くためにここに来たのではない、真実を語るためだ。 | 」 |

## 画像

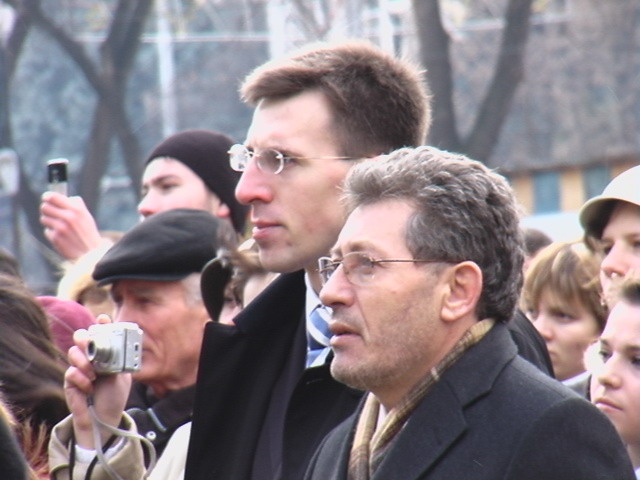
ギンプ（手前）とおいのドリン・キルトアカ（Dorin Chirtoacă）
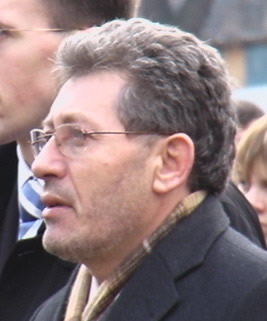
ミハイ・ギンプ